# Und keine blieb verschont
Und keine blieb verschont (Alternativtitel: Liebe?; Originaltitel: Quand tu liras cette lettre) ist ein französischer Film aus dem Jahr 1953. Regie führte Jean-Pierre Melville.

## Handlung
Thérèse Voise verlässt nach dem Tod ihrer Eltern das Kloster und führt zusammen mit ihrer Schwester Denise das Schreibwarengeschäft ihrer Eltern. Denise geht bald eine Beziehung mit dem Amateurboxer und Automechaniker Max ein. Max führt zahlreiche Beziehungen mit verschiedenen Frauen. Bei einem Treffen mit Denise vergewaltigt er sie. Danach droht Thérèse Max, ihn bei der Polizei anzuzeigen, wenn er sich nicht um sie kümmert. Max gesteht Thérèse später, dass er sich in sie verliebt habe, aber sie bleibt misstrauisch. Sein Plan, mit ihr nach Tanger zu gehen und dort ein neues Leben anzufangen, wird von ihr zurückgewiesen. Später wird Max auf der Flucht von einem Zug überfahren. Thérèse geht daraufhin wieder zurück ins Kloster.

## Kritik
„Ein ausgesprochen schlecht erdachtes, unglaubwürdiges Melodram, miserabel inszeniert. Ärgerlich auch die Verzeichnung religiöser Lebensauffassung.“